# Dipoena hasra
Dipoena hasra là một loài nhện trong họ Theridiidae.
Loài này thuộc chi Dipoena. Dipoena hasra được Michael J. Roberts miêu tả năm 1983.